# Wasil Tałasz
Wasil Isaakowicz Tałasz (biał. Васіль Ісаакавіч Талаш, ps. Дзед Талаш, trans. Dzied Tałasz; ur. 25 grudnia 1844, zm. 23 lub 28 sierpnia 1946) – białoruski rolnik i dowódca partyzancki.

## Życiorys
Tałasz urodził się 25 grudnia 1844 roku na Polesiu i tam spędził większość życia. Po rozpoczęciu wojny polsko-bolszewickiej, pomimo braku doświadczenia wojskowego, zaangażował się w działania zbrojne po stronie sowieckiej i z pomocą bolszewików zorganizował oddział partyzancki.
W listopadzie 1919 r. jego oddział wspólnie z Armią Czerwoną dokonał ataku na stacjonujących w jego rodzinnej wsi Nawasiołki polskich marynarzy Flotylli Pińskiej. Połączone uderzenie spowodowało całkowite rozbicie polskiego oddziału. Po tej akcji większość partyzantów Tałasza przeszła do regularnej armii, a oddział wkrótce potem rozwiązano. Sam Tałasz wstąpił do 417 Pułku Piechoty.
Podczas jednego z wypadów w stronę polskich pozycji został pojmany. W trakcie przesłuchania wyrwał broń jednemu ze strażników i zmusił ich do ucieczki. Za to zdarzenie został odznaczony Orderem Czerwonego Sztandaru.
W 1920 r. został zwolniony z armii, powrócił wówczas do rodzinnej miejscowości, gdzie zaangażował się w działalność polityczną i został wybrany radnym sielsowietu. Angażował się także w działalność na poziomie rejonu petrykowskiego. Dwukrotnie odwiedził także Mińsk, gdzie spotykał się z pisarzem Jakubem Kołasem, który na podstawie jego przeżyć napisał w 1933 r. opowiadanie Dryhwa (Дрыгва). Jego postać pojawia się także w operze Anatola Bahatyroua U puszczach Palessia (У пушчах Палесся).
Jednocześnie w 1927 roku władze sowieckie odmówiły Tałaszowi emerytury dla weteranów rewolucji i wojny domowej, ponieważ nie było dokumentów dowodzących jego zasług dla Związku Radzieckiego, a jedynym źródłem wiadomości o jego działaniach w tym czasie są jego własne wspomnienia.
Po wybuchu wojny niemiecko-radzieckiej został aresztowany przez Niemców, ale wkrótce potem zwolniony zbiegł do partyzantki. W styczniu 1943 r. został wywieziony do Moskwy, gdzie był wykorzystywany przez radziecką machinę propagandową: wizytował fabryki, urzędy, jednostki wojskowe i agitował na rzecz pomocy partyzantom i armii.
Po zakończeniu wojny wrócił do rodzinnej wsi, gdzie mieszkał do śmierci. Zmarł 28 sierpnia 1946 r.

## Odznaczenia
- Order Czerwonego Sztandaru

## Upamiętnienie
Jego imieniem zostały nazwane ulice w Mińsku i Petykowie, w Petrykowie znajduje się także poświęcony mu pomnik. We wsi Nawasiołki istnieje także muzeum Tałasza.
W styczniu 2012 r. państwowa telewizja Białoruś 1 pokazała czteroodcinkowy serial Tałasz, który był szeroko reklamowany w środkach masowego przekazu. Serial przedstawia okres wojny polsko-bolszewickiej, a pokazany w nim obraz Polaków jest zdecydowanie negatywny, a zarazem karykaturalny.